# V-Europe
V-Europe is een door de Verenigde Naties erkende Belgische vereniging (vzw) van en voor slachtoffers van terrorisme.
Op 22 maart 2016 werd België getroffen door twee terroristische aanslagen in de metro van Maalbeek (Brussel) en de luchthaven van Zaventem, met tientallen doden en honderden gewonden tot gevolg. Vele slachtoffers voelden zich niet geholpen in hun noodzakelijke behoeften zoals bijstand en besloten daarom samen de vereniging V-Europe in 2017 op te starten. Sindsdien hebben meer dan 200 erkende slachtoffers van de aanslagen - van wel 25 verschillende nationaliteiten - zich aangesloten bij de vereniging, alsook Belgen van terroristische aanslagen in het buitenland. De vereniging hanteert vier basisprincipes voor de slachtoffers: waardigheid, waarheid, gerechtigheid en herdenking. Hun hoofddoel is de slachtoffers te voorzien van optimale hulp, bescherming en ondersteuning.